# پوند کانادا
پوند (نماد £ یا C £) واحد حساب واحد پول کانادا تا سال ۱۸۵۷ بود. این واحد به ۲۰ شیلینگ  تقسیم شد که هر یک معادل ۱۲ پنس بود.
در کانادای پایین از روسولیدوسح، مورد استفاده قرار گرفت ارزش پنی. گرچه ریشه پوند، شیلینگ و پنس در سیستم حسابداری از پوند استرلینگبریتانیا بود، پوند کانادا هرگز به‌طور رسمی با واحد پول انگلستان مرتبط نبود.

## تاریخچه
در آمریکای شمالی، کمبود سکه‌های انگلیس منجر به استفاده گسترده از دلار اسپانیا شد. این دلارهای اسپانیایی با تعیین ارزش ارزیابی برای این سکه‌ها از نظر واحد پوند، در سیستم حساب‌های پوند، شیلینگ و پنس (d sd) جای گرفتند. در یک مرحله، دو واحد از این دست در مستعمرات آمریکای شمالی بریتانیا مورد استفاده گسترده قرار گرفت. رتبه‌بندی هالیفاکس حاکم بود و دلار اسپانیا را برابر با ۵ شیلینگ تعیین کرد. از آنجا که این مقدار ۶ پنس بیشتر از ارزش آن در نقره بود، در نتیجه ارزش پوند هالیفاکس کمتر از پوند استرلینگ بود که پایه اصلی سیستم حسابداری پوند، شیلینگ و پنس بود. رتبه یورک یک دلار اسپانیا برابر با هشت شیلینگ در کانادای علیا مورد استفاده قرار گرفت، تا زمانی که در سال ۱۷۹۶ غیرقانونی اعلام شد، اما به‌طور غیررسمی تا قرن نوزدهم غیرقانونی بود.
در سال ۱۸۲۵، یک امر شاهنشاهی در جهت ایجاد سکه در استعمارهای انگلیس که در آن سکهٔ استرل به گردش در می‌آید، ساخته شد. ایده این بود که این دستورالعمل‌های قانونی، سکه‌های استرلینگ را با نرخ ارز 4s 4d به ازای هر دلار اسپانیا جریمه قانونی می‌کند. این نرخ در واقع غیرواقعی بود و تأثیر نامطلوبی در واقع بیرون راندن سکه‌های کوچک استرلینگ که از قبل در گردش بود داشت. قانون اصلاح در سال ۱۸۳۸ ارائه شد اما به دلیل خیزش‌های اخیر در بالا و پایین کانادا، در مستعمرات آمریکای شمالی انگلیس اعمال نشد.
در سال ۱۸۴۱، استان کانادا سیستم جدیدی را براساس رتبه‌بندی هالیفاکس به کار گرفت. واحد پول جدید برابر با ۴ دلار آمریکا (۹۲٫۸۸ دانه طلا) بود که یک پوند استرلینگ برابر با 1 4s d 4d کانادایی بود. در مقابل پوند جدید کانادا به ارزش حدود 16S بود

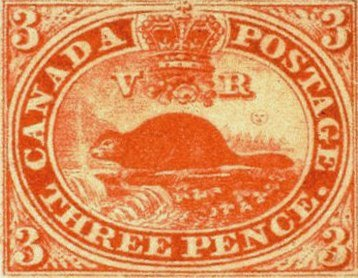
یک مهر پستی کانادایی ۱۸۵۳ با ارزش پوند، شیلینگ و پنس با رتبه‌بندی هالیفاکس به ارزش پوند، شیلینگ و پنس

دهه ۱۸۵۰ یک دهه نزاع بر سر تصویب یک سیستم پولی استرلینگ یا یک سیستم پولی اعشاری بر اساس دلار آمریکا بود. مردم محلی، به دلایل عملی در رابطه با افزایش تجارت با ایالات متحده همسایه، تمایل زیادی به جذب واحد پول کانادا با واحد آمریکایی داشتند، اما مقامات شاهنشاهی در لندن هنوز ایده استرلینگ را تنها می‌خواستند ارز در سراسر امپراتوری انگلیس. در سال ۱۸۵۱، پارلمان کانادا قانونی را به منظور معرفی یک واحد استرلینگ همراه با سکه کسری اعشاری تصویب کرد. ایده این بود که سکه‌های اعشاری در رابطه با سکه‌های کسری دلار آمریکا با مقادیر دقیق مطابقت دارند. مقامات لندن از امید به این اقدام به دلایل فنی امتناع کردند، زیرا امیدوار بودند که به جای آن ارز مستقر در استرلینگ انتخاب شود. ارزی با سه واحد اعشاری جدید به عنوان مصالحه با قانونگذار کانادا پیشنهاد شد: ۱۰ «حداقل» ۱ «مارک»، ۱۰ «مارک» ۱ شیلینگ و ۱۰ شیلینگ ۱ «سلطنتی» ارزش دارد؛ بنابراین یک «مارک» ۱٫۲ پنی و «سلطنتی» ۲ کرون یا نیم پوند ارزش داشت.
این ترکیب ساختگی ارز اعشاری و استرلینگ کنار گذاشته شد و در سال ۱۸۵۳ مجلس قانونگذار استاندارد طلا را وارد کانادا کرد، پوند، شیلینگ، پنس، دلار و سنت برای نگهداری حساب‌های دولت قانونی بود. این استاندارد طلا مجدداً ارزش حاکمان طلای انگلیس را که در سال ۱۸۴۱ معادل ۱ ۴ £ 4d با ارز محلی تعیین شده بود، و عقاب طلای آمریکا را با ۱۰ دلار دلار محلی تأیید کرد. در اثر این یک دلار کانادا در تعادل با دلار ایالات متحده، و پوند کانادا در آمریکا $ ایجاد طبق قانون سال ۱۸۵۳ هیچ سکه ای پیش‌بینی نشده بود اما عقاب‌های طلا و سکه‌های طلا و نقره انگلیس جریمه قانونی شدند. تمام سکه‌های نقره دیگر خالص سازی شدند
در سال ۱۸۵۷ قانون ارز اصلاح شد، حسابها را به پوند لغو کرد و از سکه‌های استرلینگ به عنوان پول قانونی استفاده کرد. در عوض سکه‌های ۱ ¢، ۵ ¢، ۱۰ ¢ و ۲۰ ¢ در سال ۱۸۵۸ برابر با دلار آمریکا معرفی شد و تمبرهای پستی برای اولین بار در سال ۱۸۵۹ با فرق اعشاری صادر شدند حاکمان طلای انگلیس و سایر سکه‌های طلا همچنان جریمه قانونی بودند.
نیوبرانزویک کانادا را در پذیرش یک سیستم اعشاری پیوند داده با دلار آمریکا در نوامبر ۱۸۶۰ دنبال کرد. نوا اسکوشیا همچنین decimalized و تصویب یک دلار در سال ۱۸۶۰، اما نوا Scotians ارزش دلار خود را به ۵ $ در هر مستقل طلا و نه $ تعیین
نیوفاندلند استاندارد طلا را همراه با ضرب سکه در سال ۱۸۶۵ معرفی کرد، اما بر خلاف استانهای کانادا و نیوبرانزویک، آنها تصمیم گرفتند واحدی را بر اساس دلار اسپانیا و نه بر اساس دلار آمریکا، با ۴٫۸۰ دلار به ازای هر حاکمیت طلا، اتخاذ کنند. این به راحتی ارزش ۲ سنت نیوفاندلند را برابر با یک پنی کرد و در واقع باعث شد دلار نیوفاندلند با اندکی حق بیمه (۱ $ = 4s 2d) نسبت به کانادا (۱ $ = 4s 1.3d) و Nova Scotian (1 $ = 4s) ارزش گذاری شود. دلار نیوفاندلند تنها بخشی از امپراتوری انگلیس بود که سکه استاندارد طلای خود را معرفی کرد: یک سکه طلای دو دلاری نیوفاندلند به‌طور متناوب ضرب شد تا اینکه پس از سقوط بانکی در نیوفاندلند، نیوفاندلند سیستم پولی کانادا را در سال ۱۸۹۵ تصویب کرد.
در سال ۱۸۶۷ استان‌های کانادا، نیوبرانزویک و نوا اسکوشیا در فدراسیونی به نام کانادا متحد شدند و سه واحد پول آنها در دلار کانادا ادغام شد.

در سال ۱۸۷۱ جزیره پرنس ادوارد با دلار متصل به دلار آمریکا و کانادا اعشاری شد و سکه‌هایی را با قیمت ۱ سنت معرفی کرد. با این حال، اندکی پس از آنکه جزیره پرنس ادوارد در سال ۱۸۷۳ به کانادا پیوست، ارز جزیره پرنس ادوارد به سیستم کانادا جذب شد.

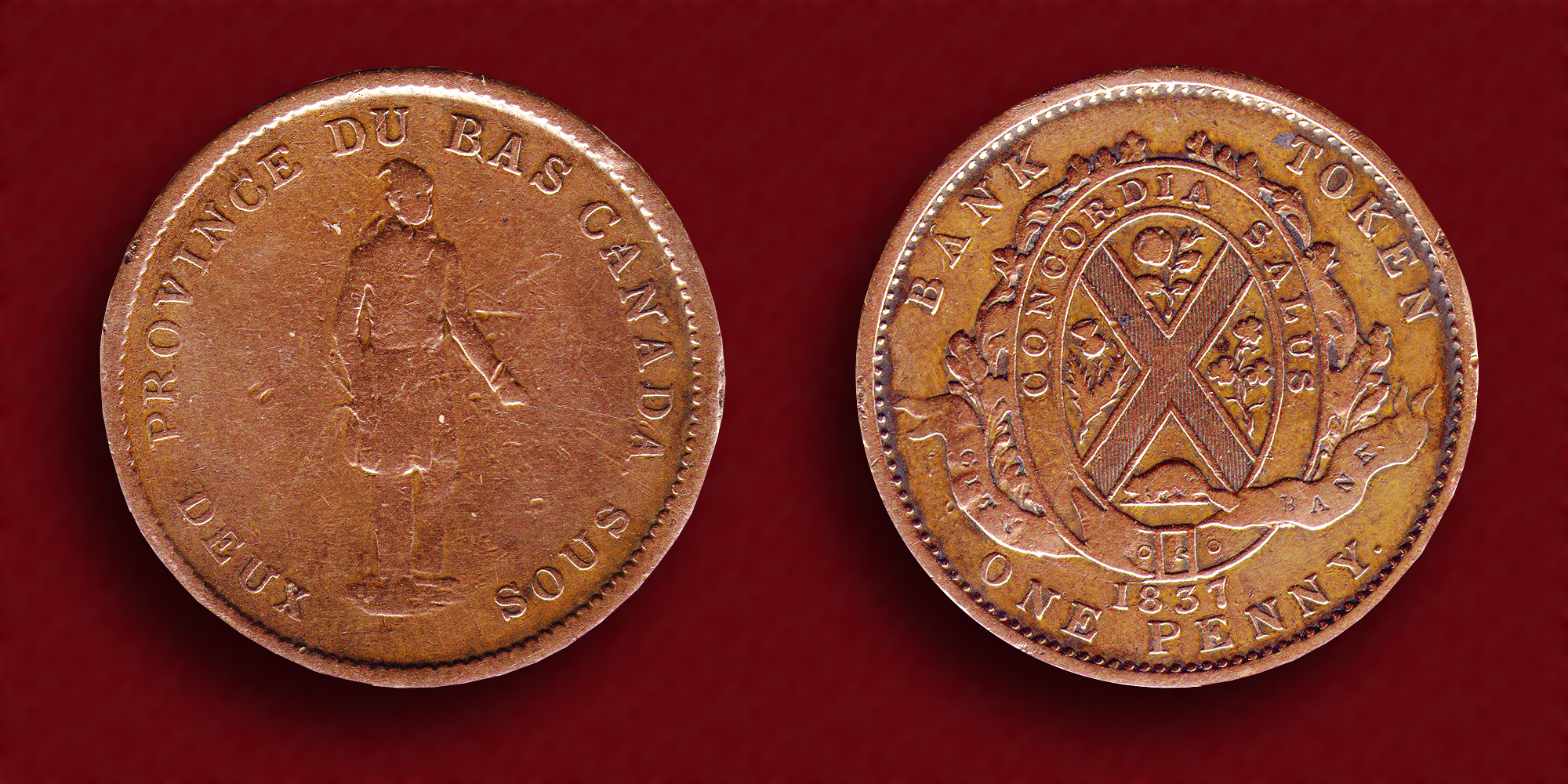
یک رمز بانکی یک پنی (۲ Sous) که توسط City City در پایین کانادا در سال ۱۸۳۷ صادر شده‌است.

## سکه‌ها
هم کانادای بالا (کانادا غربی، جنوب مدرن انتاریو) و هم کانادای پایین (کانادا شرقی، جنوب مدرن کبک) توکن‌های مس صادر کردند. بین ۱۸۳۵ و ۱۸۵۲، بانک مونترال از بانک DU Peuple از بانک شهر و بانک کبک صادر ۱- و ۲- روح - ۱ و پنی) نشانه برای استفاده در کانادای پایین. بانک کانادا بالا و ۱ پنی نشانه بین ۱۸۵۰ و ۱۸۵۷ - را صادر کرد.

## اسکناس‌ها
در اسکناس‌های صادر شده توسط بانک‌های اجاره ای، اسامی به دلار و پوند / شیلینگ با ۱ پوند = ۴ دلار و ۵ دلار ۱ دلار داده می‌شد. بسیاری از بانک‌ها اسکناسهایی را منتشر کردند که از بانک مونترال در سال ۱۸۱۷ شروع شد.